# 556 a.C.
Il 556 a.C. (DLVI a.C. in numeri romani) è un anno  del VI secolo a.C.

## Eventi
- Primo anno della 56ª Olimpiade in Grecia.
- Esilio di Pisistrato ad opera di Megacle degli Alcmeonidi e Licurgo, e delle loro fazioni politiche.
- Il generale cartaginese Malco spodesta con un colpo di Stato il re Annone I[1]

## Nati
- Simonide, poeta greco antico († 468 a.C.)